# Eiskunstlauf-Weltmeisterschaften 1955
Die 46. Eiskunstlauf-Weltmeisterschaften fanden vom 15. bis 18. Februar 1955 in Wien (Österreich) statt.
Jean Westwood und Lawrence Demmy gewannen zum insgesamt vierten Mal in Folge den Titel im Eistanz.

## Ergebnisse

### Herren
| Platz | Sportler           | Land                   |
| ----- | ------------------ | ---------------------- |
| 1     | Hayes Alan Jenkins | Vereinigte Staaten     |
| 2     | Ronald Robertson   | Vereinigte Staaten     |
| 3     | David Jenkins      | Vereinigte Staaten     |
| 4     | Alain Giletti      | Frankreich             |
| 5     | Karol Divín        | Tschechoslowakei       |
| 6     | Michael Booker     | Vereinigtes Königreich |
| 7     | Norbert Felsinger  | Österreich             |
| 8     | Charles Snelling   | Kanada                 |
| 9     | Alain Calmat       | Frankreich             |
| 10    | Hugh Graham        | Vereinigtes Königreich |
| 11    | István Szenes      | Ungarn                 |
| 12    | Hans Müller        | Schweiz                |
| 13    | Tilo Gutzeit       | BR Deutschland         |
| 14    | Brian Edward Tuck  | Vereinigtes Königreich |

Punktrichter waren:
- Oscar Madl  Österreich
- Donald H. Gilchrist  Kanada
- V. Koudelka  Tschechoslowakei
- Gérard Rodrigues-Henriques  Frankreich
- Adolf Walker  BR Deutschland
- A. D. C. Cordon  Vereinigtes Königreich
- Elemér Terták  Ungarn
- J. Creux  Schweiz
- R. Sackett  Vereinigte Staaten

### Damen
| Platz | Sportlerin               | Land                   |
| ----- | ------------------------ | ---------------------- |
| 1     | Tenley Albright          | Vereinigte Staaten     |
| 2     | Carol Heiss              | Vereinigte Staaten     |
| 3     | Hanna Eigel              | Österreich             |
| 4     | Ingrid Wendl             | Österreich             |
| 5     | Erica Batchelor          | Vereinigtes Königreich |
| 6     | Carole Jane Pachl        | Kanada                 |
| 7     | Patricia Firth           | Vereinigte Staaten     |
| 8     | Yvonne Sugden            | Vereinigtes Königreich |
| 9     | Ann Johnston             | Kanada                 |
| 10    | Catherine Machado        | Vereinigte Staaten     |
| 11    | Rosi Pettinger           | BR Deutschland         |
| 12    | Dawn Hunter              | Australien             |
| 13    | Ilse Musyl               | Österreich             |
| 14    | Dagmar Lerchová-Řeháková | Tschechoslowakei       |
| 15    | Joan Haanappel           | Niederlande            |
| 16    | Fiorella Negro           | Italien                |
| 17    | Alice Fischer            | Schweiz                |
| 18    | Miroslava Nachodská      | Tschechoslowakei       |
| 19    | Maryvonne Huet           | Frankreich             |
| 20    | Erika Rucker             | BR Deutschland         |
| 21    | Sjoukje Dijkstra         | Niederlande            |
|       | Hanna Walter (Z)         | Österreich             |

- Z = Zurückgezogen

Punktrichter waren:
- Edwin Kucharz  Österreich
- Donald H. Gilchrist  Kanada
- Jozef Dedic  Tschechoslowakei
- G. Rodrigues-Henriques  Frankreich
- F. Händel  BR Deutschland
- Pamela Davis  Vereinigtes Königreich
- M. Verdi  Italien
- J. Creux  Schweiz
- A. Krunoy  Vereinigte Staaten

### Paare
| Platz | Sportler                           | Land                   |
| ----- | ---------------------------------- | ---------------------- |
| 1     | Frances Dafoe / Norris Bowden      | Kanada                 |
| 2     | Sissy Schwarz / Kurt Oppelt        | Österreich             |
| 3     | Marianna Nagy / László Nagy        | Ungarn                 |
| 4     | Carole Ann Ormaca / Robert Greiner | Vereinigte Staaten     |
| 5     | Barbara Wagner / Robert Paul       | Kanada                 |
| 6     | Věra Suchánková / Zdeněk Doležal   | Tschechoslowakei       |
| 7     | Marika Kilius / Franz Ningel       | BR Deutschland         |
| 8     | Lucille Ash / Sully Kothman        | Vereinigte Staaten     |
| 9     | Alice Zettel / Claus Loichinger    | BR Deutschland         |
| 10    | Liesl Ellend / Konrad Lienert      | Österreich             |
| 11    | Éva Szöllősi / Gábor Vida          | Ungarn                 |
| 12    | Vivian Higson / Robert Hudson      | Vereinigtes Königreich |

Punktrichter waren:
- F. Wojtanowskyj  Österreich
- Donald H. Gilchrist  Kanada
- V. Koudelka  Tschechoslowakei
- F. Händel  BR Deutschland
- Mollie Phillips  Vereinigtes Königreich
- Elemér Terták  Ungarn
- M. Verdi  Italien
- J. Creux  Schweiz
- A. Krunoy  Vereinigte Staaten

### Eistanz
| Platz | Sportler                           | Land                   |
| ----- | ---------------------------------- | ---------------------- |
| 1     | Jean Westwood / Lawrence Demmy     | Vereinigtes Königreich |
| 2     | Pamela Weight / Paul Thomas        | Vereinigtes Königreich |
| 3     | Barbara Radford / Raymond Lockwood | Vereinigtes Königreich |
| 4     | Carmel Bodel / Edward Bodel        | Vereinigte Staaten     |
| 5     | Joan Zamboni / Ronland Junso       | Vereinigte Staaten     |
| 6     | Phyllis Forney / Martin Forney     | Vereinigte Staaten     |
| 7     | Fanny Besson / Jean Paul Guhel     | Frankreich             |
| 8     | Sigrid Knake / Günther Koch        | BR Deutschland         |
| 9     | Lucia Fischer / Rudolf Zorn        | Österreich             |
| 10    | Bona Giammona / Giancarlo Sioli    | Italien                |
| 11    | Lindis Johnston / Jeffrey Johnston | Kanada                 |
| 12    | Catharina Odink / Jacobus Odink    | Niederlande            |
| 13    | Claude Weinstein / Claude Lambert  | Frankreich             |
| 14    | Edith Peikert / Hans Kutschera     | Österreich             |
| 15    | Luise Lehner / Georg Lenitz        | Österreich             |

Punktrichter waren:
- Hans Meixner  Österreich
- A. Voordeckers  Belgien
- Henri Meudec  Frankreich
- P. L. Borrajo  Vereinigtes Königreich
- László Szollás  Ungarn
- P. Farinet  Italien
- R. Sackett  Vereinigte Staaten

## Medaillenspiegel
| Platz | Land                   | Gold | Silber | Bronze | Gesamt |
| ----- | ---------------------- | ---- | ------ | ------ | ------ |
| 1     | Vereinigte Staaten     | 2    | 2      | 1      | 5      |
| 2     | Vereinigtes Königreich | 1    | 1      | 1      | 3      |
| 3     | Kanada                 | 1    | –      | –      | 1      |
| 4     | Österreich             | –    | 1      | 1      | 2      |
| 5     | Ungarn                 | –    | –      | 1      | 1      |